# Kvalifikace na Mistrovství světa ve fotbale 1994 (CONMEBOL)
Kvalifikace na Mistrovství světa ve fotbale 1994 zóny CONMEBOL určila 3 účastníky finálového turnaje a jednoho účastníka mezikontinentální baráže.
Devítka týmů byla rozlosována do dvou skupin po 4, resp. 5 týmech.  Chile se nesmělo účastnit kvůli incidentu z minulé kvalifikace. Ve skupinách se celky utkaly dvoukolově každý s každým doma a venku. Z pětičlenné skupiny postoupily první dva týmy na MS. Ze čtyřčlenné skupiny postoupil přímo pouze vítěz. Druhý tým postoupil do mezikontinentální baráže proti vítězi mezikontinentální baráže mezi vítězem zóny OFC a druhým celkem zóny CONCACAF.

## Skupina 1
| Tým       | Z | V | R | P | VG | IG | +/- | B  |
| --------- | - | - | - | - | -- | -- | --- | -- |
| Kolumbie  | 6 | 4 | 2 | 0 | 13 | 2  | +11 | 10 |
| Argentina | 6 | 3 | 1 | 2 | 7  | 9  | -2  | 7  |
| Paraguay  | 6 | 1 | 4 | 1 | 6  | 7  | -1  | 6  |
| Peru      | 6 | 0 | 1 | 5 | 4  | 12 | -8  | 1  |

Kolumbie postoupila na Mistrovství světa ve fotbale 1994. Argentina postoupila do mezikontinentální baráže proti vítězi prvního kola baráže mezi týmem ze zóny CONCACAF a OFC.
| 1. srpna 1993 |       |          | |
| Kolumbie      | 0 – 0 | Paraguay | Estadio Metropolitano Roberto Meléndez, Barranquilla diváci: 70 000 rozhodčí: Renato Marsiglia (Brazílie) |
|               |       |          | Estadio Metropolitano Roberto Meléndez, Barranquilla diváci: 70 000 rozhodčí: Renato Marsiglia (Brazílie) |

| 1. srpna 1993 |       |               |                                                                         |
| Peru          | 0 – 1 | Argentina     | Estadio Nacional, Lima diváci: 27 000 rozhodčí: Enrique Marín (Ekvádor) |
|               |       | Batistuta 29' | Estadio Nacional, Lima diváci: 27 000 rozhodčí: Enrique Marín (Ekvádor) |

| 8. srpna 1993 |       |                                   |                                                                                           |
| Paraguay      | 1 – 3 | Argentina                         | Estadio Defensores del Chaco, Asunción diváci: 46 500 rozhodčí: Ernesto Filippi (Uruguay) |
| Struway 45'   |       | Medina Bello 15', 78' Redondo 65' | Estadio Defensores del Chaco, Asunción diváci: 46 500 rozhodčí: Ernesto Filippi (Uruguay) |

| 8. srpna 1993 |       |            |                                                                         |
| Peru          | 0 – 1 | Kolumbie   | Estadio Nacional, Lima diváci: 25 000 rozhodčí: Alfredo Rodas (Ekvádor) |
|               |       | Rincón 45' | Estadio Nacional, Lima diváci: 25 000 rozhodčí: Alfredo Rodas (Ekvádor) |

| 15. srpna 1993                   |       |                      |                                                                                              |
| Paraguay                         | 2 – 1 | Peru                 | Estadio Defensores del Chaco, Asunción diváci: 30 500 rozhodčí: Francisco d'Abreu (Venezuela |
| Mendoza 14' Chilavert 45' (pen.) |       | Del Solar 45' (pen.) | Estadio Defensores del Chaco, Asunción diváci: 30 500 rozhodčí: Francisco d'Abreu (Venezuela |

| 15. srpna 1993             |       |                  | |
| Kolumbie                   | 2 – 1 | Argentina        | Estadio Metropolitano Roberto Meléndez, Barranquilla diváci: 70 000 rozhodčí: José Aparecido Oliveira (Brazílie) |
| Valenciano 2' Valencia 52' |       | Medina Bello 87' | Estadio Metropolitano Roberto Meléndez, Barranquilla diváci: 70 000 rozhodčí: José Aparecido Oliveira (Brazílie) |

| 22. srpna 1993                 |       |              |                                                                                  |
| Argentina                      | 2 – 1 | Peru         | Estadio Monumental, Buenos Aires diváci: 70 000 rozhodčí: Jorge Nieves (Uruguay) |
| Batistuta 32' Medina Bello 37' |       | Palacios 66' | Estadio Monumental, Buenos Aires diváci: 70 000 rozhodčí: Jorge Nieves (Uruguay) |

| 22. srpna 1993 |       |            | |
| Paraguay       | 1 – 1 | Kolumbie   | Estadio Defensores del Chaco, Asunción diváci: 30 000 rozhodčí: Márcio Rezende de Freitas (Brazílie) |
| Rivarola 54'   |       | Rincón 22' | Estadio Defensores del Chaco, Asunción diváci: 30 000 rozhodčí: Márcio Rezende de Freitas (Brazílie) |

| 29. srpna 1993 |       |          |                                                                                    |
| Argentina      | 0 – 0 | Paraguay | Estadio Monumental, Buenos Aires diváci: 47 000 rozhodčí: Jorge Orellana (Ekvádor) |
|                |       |          | Estadio Monumental, Buenos Aires diváci: 47 000 rozhodčí: Jorge Orellana (Ekvádor) |

| 29. srpna 1993                                  |       |      | |
| Kolumbie                                        | 4 – 0 | Peru | Estadio Metropolitano Roberto Meléndez, Barranquilla diváci: 70 000 rozhodčí: Pablo Peña (Bolívie) |
| Valenciano 30' Rincón 45' Mendoza 66' Pérez 76' |       |      | Estadio Metropolitano Roberto Meléndez, Barranquilla diváci: 70 000 rozhodčí: Pablo Peña (Bolívie) |

| 5. září 1993            |       |                  |                                                                             |
| Peru                    | 2 – 2 | Paraguay         | Estadio Nacional, Lima diváci: 40 000 rozhodčí: José Luis da Rosa (Uruguay) |
| Muchotrigo 22' Soto 77' |       | Mendoza 61', 81' | Estadio Nacional, Lima diváci: 40 000 rozhodčí: José Luis da Rosa (Uruguay) |

| 5. září 1993 |       |                                                |                                                                                     |
| Argentina    | 0 – 5 | Kolumbie                                       | Estadio Monumental, Buenos Aires diváci: 53 000 rozhodčí: Ernesto Filippi (Uruguay) |
|              |       | Rincón 41', 74' Asprilla 50', 75' Valencia 85' | Estadio Monumental, Buenos Aires diváci: 53 000 rozhodčí: Ernesto Filippi (Uruguay) |

## Skupina 2
| Tým       | Z | V | R | P | VG | IG | +/- | B  |
| --------- | - | - | - | - | -- | -- | --- | -- |
| Brazílie  | 8 | 5 | 2 | 1 | 20 | 4  | +16 | 12 |
| Bolívie   | 8 | 5 | 1 | 2 | 22 | 11 | +11 | 11 |
| Uruguay   | 8 | 4 | 2 | 2 | 10 | 7  | +3  | 10 |
| Ekvádor   | 8 | 1 | 3 | 4 | 7  | 7  | 0   | 5  |
| Venezuela | 8 | 1 | 0 | 7 | 4  | 34 | -30 | 2  |

Týmy Brazílie a Bolívie postoupily na Mistrovství světa ve fotbale 1994.
| 18. července 1993 |       |          | |
| Ekvádor           | 0 – 0 | Brazílie | Estadio Monumental Isidro Romaro Carbo, Guayaquil diváci: 80 000 rozhodčí: Juan Carlos Loustau (Argentina) |
|                   |       |          | Estadio Monumental Isidro Romaro Carbo, Guayaquil diváci: 80 000 rozhodčí: Juan Carlos Loustau (Argentina) |

| 18. července 1993 |       |                                                                          |                                                                                       |
| Venezuela         | 1 – 7 | Bolívie                                                                  | Polideportivo Cachamay, Puerto Ordaz diváci: 12 000 rozhodčí: Benny Ulloa (Kostarika) |
| Palencia 14'      |       | Sánchez 25', 64' Rimba 37' Cristaldo 39', 61' Ramallo 68' Etcheverry 70' | Polideportivo Cachamay, Puerto Ordaz diváci: 12 000 rozhodčí: Benny Ulloa (Kostarika) |

| 25. července 1993       |       |          |                                                                                           |
| Bolívie                 | 2 – 0 | Brazílie | Estadio Hernando Siles, La Paz diváci: 42 611 rozhodčí: Juan Francisco Escobar (Paraguay) |
| Etcheverry 88' Peña 89' |       |          | Estadio Hernando Siles, La Paz diváci: 42 611 rozhodčí: Juan Francisco Escobar (Paraguay) |

| 25. července 1993 |       |             |                                                                                            |
| Venezuela         | 0 – 1 | Uruguay     | Estadio Pueblo Nuevo, San Cristóbal diváci: 12 000 rozhodčí: José Torres Cadena (Kolumbie) |
|                   |       | Herrera 59' | Estadio Pueblo Nuevo, San Cristóbal diváci: 12 000 rozhodčí: José Torres Cadena (Kolumbie) |

| 1. srpna 1993 |       |                                                        |                                                                                             |
| Venezuela     | 1 – 5 | Brazílie                                               | Estadio Pueblo Nuevo, San Cristóbal diváci: 15 000 rozhodčí: Armando Pérez Hoyos (Kolumbie) |
| García 84'    |       | Raí 34' (pen.) Bebeto 70', 79' Branco 71' Palhinha 88' | Estadio Pueblo Nuevo, San Cristóbal diváci: 15 000 rozhodčí: Armando Pérez Hoyos (Kolumbie) |

| 1. srpna 1993 |       |         |                                                                               |
| Uruguay       | 0 – 0 | Ekvádor | Estadio Centenario, Montevideo diváci: 45 000 rozhodčí: Alberto Tejada (Peru) |
|               |       |         | Estadio Centenario, Montevideo diváci: 45 000 rozhodčí: Alberto Tejada (Peru) |

| 8. srpna 1993                                |       |           |                                                                                           |
| Ekvádor                                      | 5 – 0 | Venezuela | Estadio Olímpico Atahualpa, Quito diváci: 15 000 rozhodčí: Francisco Lamolina (Argentina) |
| Muñoz 23' E. Hurtado 40', 50', 76' Chalá 60' |       |           | Estadio Olímpico Atahualpa, Quito diváci: 15 000 rozhodčí: Francisco Lamolina (Argentina) |

| 8. srpna 1993                       |       |                 |                                                                               |
| Bolívie                             | 3 – 1 | Uruguay         | Estadio Hernando Siles, La Paz diváci: 44 576 rozhodčí: Iván Guerrero (Chile) |
| Sánchez 71' Etcheverry 81' Peña 86' |       | Francescoli 90' | Estadio Hernando Siles, La Paz diváci: 44 576 rozhodčí: Iván Guerrero (Chile) |

| 15. srpna 1993 |       |         |                                                                              |
| Bolívie        | 1 – 0 | Ekvádor | Estadio Hernando Siles, La Paz diváci: 47 500 rozhodčí: Hernan Silva (Chile) |
| Ramallo 18'    |       |         | Estadio Hernando Siles, La Paz diváci: 47 500 rozhodčí: Hernan Silva (Chile) |

| 15. srpna 1993 |       |          |                                                                                       |
| Uruguay        | 1 – 1 | Brazílie | Estadio Centenario, Montevideo diváci: 55 000 rozhodčí: Juan Antonio Bava (Argentina) |
| Fonseca 79'    |       | Raí 28'  | Estadio Centenario, Montevideo diváci: 55 000 rozhodčí: Juan Antonio Bava (Argentina) |

| 22. srpna 1993                                                       |       |           |                                                                                  |
| Bolívie                                                              | 7 – 0 | Venezuela | Estadio Hernando Siles, La Paz diváci: 40 000 rozhodčí: Sabino Farina (Paraguay) |
| Ramallo 8' Melgar 58', 90' Sánchez 69' Sandy 75' Etcheverry 78', 82' |       |           | Estadio Hernando Siles, La Paz diváci: 40 000 rozhodčí: Sabino Farina (Paraguay) |

| 22. srpna 1993       |       |         |                                                                               |
| Brazílie             | 2 – 0 | Ekvádor | Estádio do Morumbi, São Paulo diváci: 78 000 rozhodčí: José Torres (Kolumbie) |
| Bebeto 34' Dunga 54' |       |         | Estádio do Morumbi, São Paulo diváci: 78 000 rozhodčí: José Torres (Kolumbie) |

| 29. srpna 1993                       |       |           |                                                                                           |
| Uruguay                              | 4 – 0 | Venezuela | Estadio Centenario, Montevideo diváci: 20 000 rozhodčí: Juan Francisco Escobar (Paraguay) |
| Kanapkis 7', 31' Cedrés 41' Sosa 64' |       |           | Estadio Centenario, Montevideo diváci: 20 000 rozhodčí: Juan Francisco Escobar (Paraguay) |

| 29. srpna 1993                                                  |       |         |                                                                               |
| Brazílie                                                        | 6 – 0 | Bolívie | Estádio do Arruda, Recife diváci: 72 000 rozhodčí: Oscar Velásquez (Paraguay) |
| Raí 12' Müller 18' Bebeto 22', 60' Branco 36' Ricardo Gomes 44' |       |         | Estádio do Arruda, Recife diváci: 72 000 rozhodčí: Oscar Velásquez (Paraguay) |

| 5. září 1993                                 |       |           |                                                                                  |
| Brazílie                                     | 4 – 0 | Venezuela | Mineirão, Belo Horizonte diváci: 64 000 rozhodčí: Francisco Lamolina (Argentina) |
| Ricardo Gomes 2', 89' Palhinha 29' Evair 31' |       |           | Mineirão, Belo Horizonte diváci: 64 000 rozhodčí: Francisco Lamolina (Argentina) |

| 5. září 1993 |       |          |                                                                                                 |
| Ekvádor      | 0 – 1 | Uruguay  | Estadio Monumental Isidro Romaro Carbo, Uayaquil diváci: 55 000 rozhodčí: Enrique Marin (Chile) |
|              |       | Sosa 10' | Estadio Monumental Isidro Romaro Carbo, Uayaquil diváci: 55 000 rozhodčí: Enrique Marin (Chile) |

| 12. září 1993                     |       |             |                                                                                        |
| Uruguay                           | 2 – 1 | Bolívie     | Estadio Centenario, Montevideo diváci: 58 000 rozhodčí: Armando Pérez Hoyos (Kolumbie) |
| Francescoli 3' (pen.) Fonseca 51' |       | Ramallo 23' | Estadio Centenario, Montevideo diváci: 58 000 rozhodčí: Armando Pérez Hoyos (Kolumbie) |

| 12. září 1993         |       |               |                                                                                        |
| Venezuela             | 2 – 1 | Ekvádor       | Polideportivo Cachamay, Ciudad Guyana diváci: 3 000 rozhodčí: Fernando Chappell (Peru) |
| García 1' Morales 51' |       | B. Tenorio 5' | Polideportivo Cachamay, Ciudad Guyana diváci: 3 000 rozhodčí: Fernando Chappell (Peru) |

| 19. září 1993 |       |             | |
| Ekvádor       | 1 – 1 | Bolívie     | Estadio Monumental Isidro Romaro Carbo, Guayaquil diváci: 10 000 rozhodčí: John Toro Rendón (Kolumbie) |
| Noriega 72'   |       | Ramallo 45' | Estadio Monumental Isidro Romaro Carbo, Guayaquil diváci: 10 000 rozhodčí: John Toro Rendón (Kolumbie) |

| 19. září 1993    |       |         |                                                                                     |
| Brazílie         | 2 – 0 | Uruguay | Estádio do Maracanã, Rio de Janeiro diváci: 101 533 rozhodčí: Alberto Tejada (Peru) |
| Romário 72', 82' |       |         | Estádio do Maracanã, Rio de Janeiro diváci: 101 533 rozhodčí: Alberto Tejada (Peru) |